# Gefällberg
Der Gefällberg ist ein 1070 m ü. NHN hoher Berg in den Bayerischen Voralpen. Er bildet die westliche Verlängerung des Nesselscheiberückens. Über den Kamm verläuft auch der weglose Normalweg von ebendiesem. Der Berg liegt auf dem Gebiet der Gemeinde Waakirchen im Westen des oberbayerischen Landkreises Miesbach.